# (150642) 2001 CZ31
2001 سي زد 31 (ويعرف أيضًا باسم (150642) 2001 سي زد 31 وفق تسمية الكوكب الصغير) (بالإنجليزية: 2001 CZ31)‏ هو كويكب ضمن حزام الكويكبات؛ وترتيبه 150642 من حيث الاكتشاف.
اكتُشف هذا الجُرم الفلكي بواسطة Christian Veillet ‏ في 3 فبراير 2001.

## وصلات خارجية
- (150642) 2001 CZ31 في قاعدة بيانات مختبر الدفع النفاث لأجرام النظام الشمسي الصغيرة

- الاكتشاف · مخطط المدار ·  العناصر المدارية · المعلمات المادية

- (150642) 2001 CZ31 على موقع ويكي سكاي: DSS2, SDSS, GALEX, IRAS, Hydrogen α, X-Ray, Astrophoto, Sky Map, Articles and images